# Seserai
Seserai is een bestuurslaag in het regentschap Belu van de provincie Oost-Nusa Tenggara, Indonesië. Seserai telt 1339 inwoners (volkstelling 2010).